# Дружба (Тверская область)
Дру́жба — деревня в Ржевском районе Тверской области России. Входит в состав сельского поселения Чертолино.

## История
В 1964 году указом Президиума Верховного Совета РСФСР деревне Хвостово присвоено наименование Дружба.

## Население
| 2008 | 2010 |
| ---- | ---- |
| 3    | ↗9   |